# Niedersachsendamm

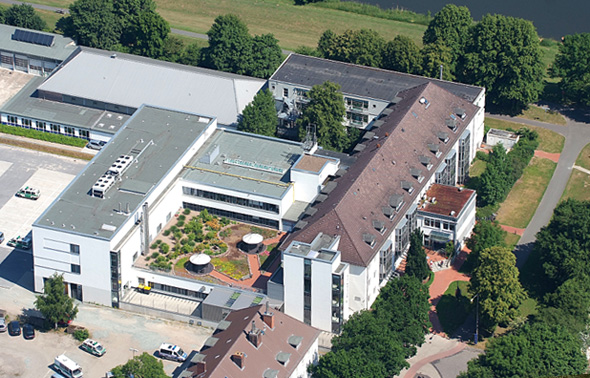
Roland-Klinik

Der Niedersachsendamm ist eine zentrale  Erschließungsstraße in Bremen, Stadtteil Neustadt, Ortsteil Huckelriede. Er führt in Süd-Nord-Richtung von der Kornstraße bis zum Deich am Werdersee.
Die Querstraßen und die Anschlussstraßen wurden benannt u. a. als Kornstraße nach einer Flurbezeichnung mit viel Getreideanbau, Hinterm Sielhof 1970 nach einer Flurbezeichnung, Huckelriede nach Huckel als hügelig und Riede als sumpfige Niederung, Habenhauser Landstraße nach dem Ortsteil, Buntentorsdeich nach dem Deich am Ortsteil, Werderhöhe nach einer Höhe mit Blick auf den Werder zwischen Weser und Kleiner Weser, unbenannte Straße, Sophie-Germain-Straße 2002 nach der französischen Mathematikerin (1776–1831), unbenannte Straße; ansonsten siehe beim Link zu den Straßen.

## Geschichte

### Name
Der Niedersachsendamm wurde benannt nach einem Innendeich vor der Südervorstadt und nach dem Bundesland Niedersachsen.

### Entwicklung

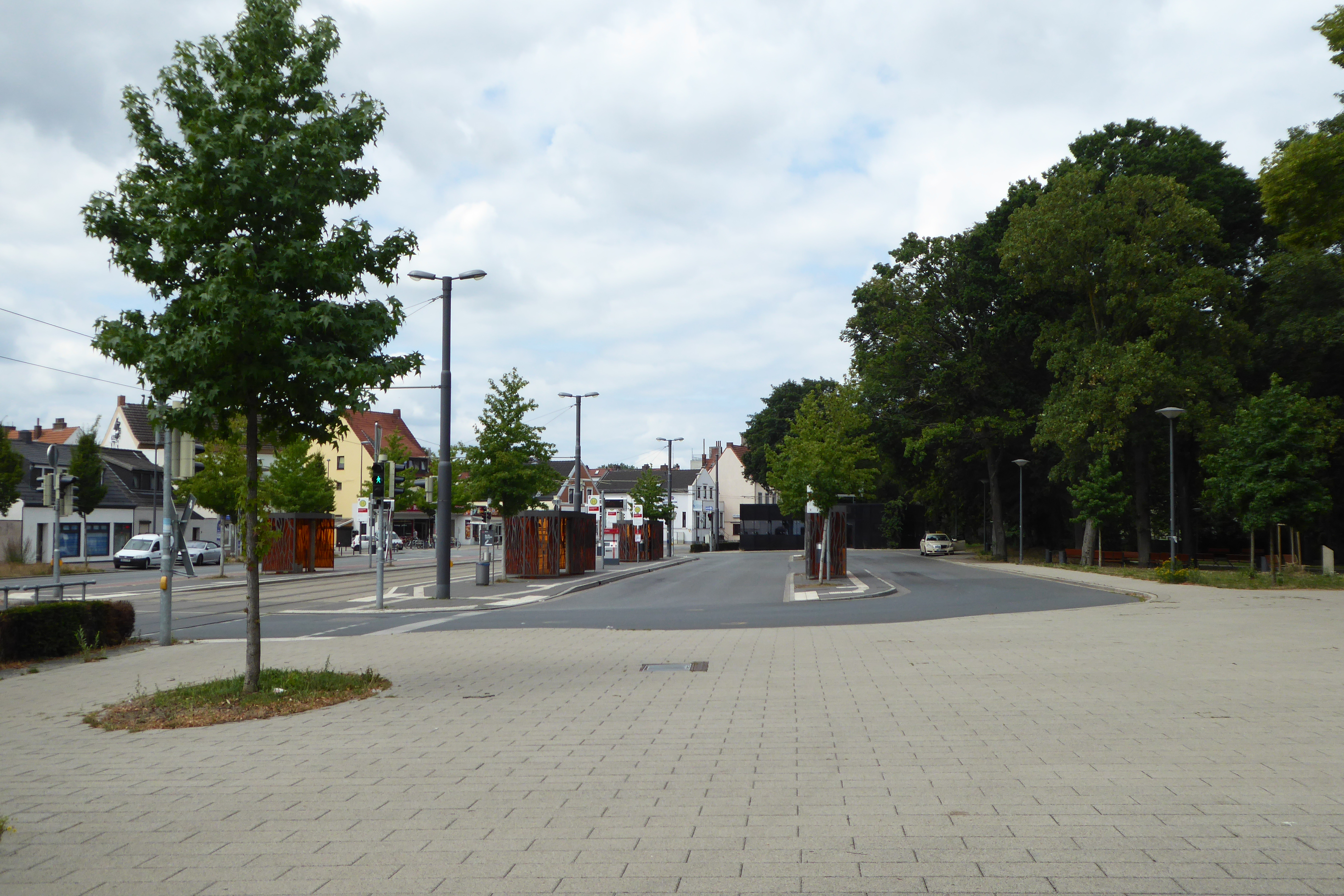
Busbahnhof Huckelriede (Blick vom Niedersachsendamm)

Huckelriede entwickelte sich östlich der Kornstraße durch eine ältere Bausubstanz. Ein kleiner Park wurde zur drittältesten Grünanlage in Bremen.

Ab 1935 entstand ein Wohngebiet an der Querstraße Huckelriede. Beim Bau des Habenhauser Deichs wurde ein Deichabschnitt vorverlegt und begradigt. Auf dem so gewonnenen Bauland am Niedersachsendamm entstanden 1935/36 die Cambrai-Kaserne, die Hindenburg-Kaserne und die Scharnhorst-Kaserne.
Der Werdersee wurde 1953 bis 1960 angelegt und zwischen 1981 und 1987 in der Flutrinne der Kleinen Weser vergrößert.
Die Polizei der Freien Hansestadt Bremen hat seit 1951 in den früheren Hindenburg-Kasernen einen Standort für die Bereitschaftspolizei mit zunächst einer, dann zwei Einsatzhundertschaften. Die Scharnhorst-Kaserne wird von der Bundeswehr genutzt.
Seit 1948 wurde in verschiedenen Abschnitten die Roland-Klinik auf dem früheren Kasernengelände gebaut. Zunächst waren es 60 Betten, heute (2019) sind es 160.

Neue Wohngebiete am Buntentorsdeich am Werdersee entstanden auf einem ehemaligen Gewerbegebiet.
Huckelriede wurde durch das Gladbecker Geiseldrama vom Sommer 1988 bekannt. Auf dem Busbahnhof beim Niedersachsendamm wurde ein Linienbus von Geiselnehmern gekidnappt. Im weiteren Verlauf der Tat kamen drei Menschen ums Leben. Zur Erinnerung wurde 2019 auf dem Grünstreifen des Busbahnhofs eine Stele mit den Namen der Opfer aufgestellt.
Nach Planungen von 2010 (Freiraum WES Hamburg) wurde ab 2012 das Gebiet Niedersachsendamm-Nord an der Quartiersachse Niedersachsendamm bei den ehemaligen Kasernen für Wohnzwecke weiterentwickelt.

### Verkehr
1880 wurde die erste Pferdebahnlinie in der Neustadt eröffnet. Sie fuhr vom Markt über die Große Weserbrücke bis zum Kirchweg, ab 1884 vorbei am Niedersachsendamm bis zum Arsterdamm. Die Strecke wurde 1900 elektrifiziert.
Die Straßenbahn Bremen durchfährt südlich die Straße mit der Linie 4, die von Lilienthal/Falkenberg nach Arsten führt (vor 1998 Linie 1).

Im Nahverkehr in Bremen verkehren auf der Straße die Buslinien 26 (Überseestadt ↔ Huckelriede), 27 (Weidedamm-Nord ↔ Huckelriede), 51 (Huckelriede ↔ Kattenturm) und 53 (Huckelriede ↔ Brinkum-Nord) sowie ins Umland die Linien 101 (nach Bassum), 102 (nach Syke), 120 / 121 (nach Kirchweyhe), 226 (nach Wildeshausen) und 750 (nach  Thedinghausen).

## Gebäude und Anlagen
Beiderseits der Straße sind verschiedene städtebauliche Nutzungsbereiche für Gewerbe, Wohnen, Bundeswehr und Naherholung. Die Straße hat überwiegend eine dreigeschossige Bebauung.
Erwähnenswerte Gebäude und Anlagen
- Nr. 1: 1-gesch. Haus mit dem Cafe Del Sol der CDS Betriebskette
- Zwischen der Straße Huckelriede und Buntentorsdeich: Der 2,2 Hektar große Huckelrieder Park ist die drittälteste Parkanlage in Bremen. Er wurde 2010 nach Plänen von Stadtgrün Bremen saniert.[5]
- Nr. 6 bis 14: 3-gesch. Wohnhäuser mit Satteldächern
- Nr. 13 bis 25: 3-gesch. Wohnhäuser mit Walmdächern
- Nr. 16: 3-gesch. neueres technisches Gebäude
- Nr. 1 bis 25: Straßenbahngleise
- Nr. 20 bis 26: 3- und 4-gesch. Wohn- und Sozialgebäude Cambrai-Dreieck von 2016 nach Plänen von LRW Architekten und Stadtplaner, Hamburg für die Gewoba mit Bereichen des Amtes für Soziale Dienste, dem Quartierszentrum Huckelriede, dem Sozialzentrum Cambrai-Dreieck, dem Martinsclub Huckelriede, dem SOS-Kinder- und Familienzentrum und der Kindertagesstätte sowie einem Restaurant (20a); Anerkennung beim Bremer Wohnbaupreis 2018
- Nr.?: geplantes Studentenwohnheim des Studierendenwerks Bremen
- Nr. 28 bis 40: 39 Reihenhäuser des Bauträgers Deutsche Reihenhaus
- Nr. 42 bis 52: Zwei 3-gesch. Wohnhäuser
  - Nr. 42, seitlich: Büro des Quartiersmanagement
- Nr. 67 bis 79: Sieben 2- und 3-gesch. Gebäude der ehemaligen Scharnhorst-Kaserne Bremen mit dem Fortbildungsinstitut für den stadtbremischen Rettungsdienst und der Heimgesellschaft Scharnhorst-Kaserne Bremen
  - Nr. 69 Landeskommando Bremen (LKdo HB) von 2007 des Kommandos Territoriale Aufgaben der Bundeswehr, eine Dienststelle der Streitkräftebasis
- Nr. 78/80: 2- bis 4-gesch. Gebäudeanlage der Bereitschaftspolizei der Polizei Bremen
- Nr. 74: 1- bis 3-gesch. Gebäudeanlage der Roland-Klinik, die ab 1948 abschnittsweise gebaut wurde.
- Nr. 65: 3-gesch. neueres kubistisches Gebäude von 2011 nach Plänen Schröder Architekten (Bremen) mit dem Reha-Bewegungszentrum aktivo der Roland-Klinik, einigen Arztpraxen und dem Cafe vento